# Miss Panamá
O Miss Panamá é um concurso de beleza que acontece anualmente com o intuito de eleger uma candidata para o concurso de beleza mais famoso, o Miss Universo. A organização também escolhe misses para representar o Panamá em outros concursos como Miss Internacional e Miss Terra.
No concurso de Miss Universo, o Panamá só ganhou uma vez quando Justine Pasek ficou em segundo lugar, só que mais tarde a vencedora foi destronada, podendo assim, Justine assumir. Justine Pasek é uma importante figura panamense. Ela nasceu na Ucrânia e se criou no Panamá. Apesar de poucas vezes nas semifinais e somente uma vitória, o Panamá vem se mostrando forte concorrente em concursos de beleza internacionais.

## Vencedoras
| Ano  | Miss Panamá                         | Colocação              |
| 1952 | Elzibir Gisela Malek                |                        |
| 1953 | Arosemena Zubieta                   | Semifinalista (Top 15) |
| 1954 | Liliana Torre                       | Semifinalista (Top 15) |
| 1964 | Maritza Montilla                    |                        |
| 1965 | Sonia Inés Ríos                     |                        |
| 1966 | Dionisia Broce                      |                        |
| 1967 | Mirna Castillero                    |                        |
| 1970 | Berta Herrera                       |                        |
| 1971 | Gladys Isaza                        |                        |
| 1973 | Jeanine Lizuaín                     |                        |
| 1974 | Jazmine Nereida                     | Semifinalista (Top 12) |
| 1975 | Anina Horta Torrijos                |                        |
| 1976 | Carolina Maria Chiari               |                        |
| 1977 | Marina Valenciano                   |                        |
| 1978 | Diana Leticia Conte                 |                        |
| 1979 | Yahel Cecile Dolande                |                        |
| 1980 | Gloria Karamañites Davis            | Semifinalista (Top 12) |
| 1981 | Ana María Henríquez Valdés          |                        |
| 1982 | Isora de Lourdes Moreno López       |                        |
| 1983 | Elizabeth Bylan Bennett             |                        |
| 1984 | Cilinia Prada Acosta                |                        |
| 1985 | Janett Vásquez Sanjuán              |                        |
| 1986 | Gilda García López                  |                        |
| 1987 | Gabriela Deluze Ducasa              |                        |
| 1991 | Liz Michelle de León Paz            |                        |
| 1992 | Ana Cecilia "Chia" Arías            |                        |
| 1993 | Gisselle Amelia González Aranda     |                        |
| 1994 | María Sofía Velásquez Jaimes-Freyre |                        |
| 1995 | Michelle Jeanette Sage Navarrete    |                        |
| 1996 | Reyna del Carmen Royo Rivera        |                        |
| 1997 | Lía Victoria Borrero González       | Finalista (Top 06)     |
| 1998 | Tanisha Drummond Johnson            |                        |
| 1999 | Yamaní Esther Saied Calviño         |                        |
| 2000 | Analía Verónica Sagripanti          |                        |
| 2001 | Ivette Maria Cordovez Usuga         |                        |
| 2002 | Justine Lissette Pasek Patiño       | Miss Universo 2002     |
| 2003 | Stefanie De Roux Martín             | Semifinalista (Top 15) |
| 2004 | Jéssica Patricia Clark              |                        |
| 2005 | Rosa María Hernández                |                        |
| 2006 | Alessandra Mezquita                 |                        |
| 2007 | Sorangel Matos Arce                 |                        |
| 2008 | Carolina Dementiev                  |                        |
| 2009 | Diana Patricia Broce                |                        |
| 2010 | Anyoli Amorette Ábrego              |                        |
| 2011 | Sheldry Saéz                        | Semifinalista (Top 10) |
| 2012 | Sphanie Vander                      |                        |
| 2013 | Carolina Cerrud                     |                        |
| 2014 | Yomatzy Maurineth                   |                        |
| 2015 | Gladys Brandao Amaya                |                        |
| 2016 | Keity Mendieta (Drennan)            | Semifinalista (Top 13) |
| 2017 | Laura de Sanctis                    |                        |
| 2018 | Rosa Montezuma                      |                        |
| 2019 | Mehr Eliezer                        |                        |

## Miss Panamá Mundo
| Ano  | Miss Panamá World                    | Colocação     | Note       |
| 1967 | Carlota Lozano                       |               |            |
| 1971 | Maria de Lourdes Rivera              |               |            |
| 1977 | Anabelle Vallarino                   |               |            |
| 1979 | Lorelay de la Ossa                   | Semifinalista |            |
| 1980 | Aurea Horta                          |               |            |
| 1982 | Lorena Moreno                        |               |            |
| 1983 | Marissa Burgos Canalías              | 4th Runner-Up |            |
| 1984 | Ana Luisa Sedda Reyes                |               | Miss Amity |
| 1985 | Diana Esther Alfaro Arosemena        |               |            |
| 1986 | María Lorena Orillac Giraldo         | Semifinalist  |            |
| 1987 | María Cordelia Denis Urriola         |               |            |
| 1989 | Gloria Stella Quintana               |               |            |
| 1990 | Madelaine Leignadier Dawson          |               |            |
| 1991 | Malena Estela Betancourt Guillén     |               |            |
| 1992 | Michelle Marie Harrington Hasbún     |               |            |
| 1993 | Aracelys Cogley Prestán              |               |            |
| 1994 | Aracelys Cogley Prestán              |               |            |
| 1995 | Marisela Moreno Montero              |               |            |
| 1996 | Norma Elida Pérez Rodriguez          |               |            |
| 1997 | Patricia Aurora Bremner Hernández    |               |            |
| 1998 | Lorena del Carmen Zagía Miró         |               |            |
| 1999 | Jessenia Casanova Reyes              |               |            |
| 2000 | Ana Raquel Ochy Pozo                 |               |            |
| 2001 | Lourdes Cristina González Montenegro |               |            |
| 2002 | Yoselín Sánchez Espino               |               |            |
| 2003 | Ivy Ruth Ortega Coronas              |               |            |
| 2004 | Melissa Piedrahita Meléndez          |               |            |
| 2005 | Anna Isabella Vaprio Medaglia        |               |            |
| 2006 | Giselle Marie Bissot Kieswetter      |               |            |
| 2007 | Shey Ling Him                        |               |            |
| 2008 | Kathia Kathiuska Saldaña Ortega      |               |            |
| 2009 | Nadege Elena Herrera Vásquez         | 5th Runner-up |            |
| 2010 | Paola Alessandra Vaprio Medaglia     |               |            |
| 2011 | Irene Del Carmen Núñez Quintero      |               |            |
| 2012 | Maricely Gonzaléz                    | Top 30        |            |
| 2013 | Virginia Hernández                   |               |            |
| 2014 | Nicole Pinto                         |               |            |
| 2015 | Diana Jaén                           |               |            |
| 2016 | Alessandra Bueno                     |               |            |
| 2017 | Julianne Brittón                     |               |            |
| 2018 | Solaris Barba                        |               |            |